# Podciąganie
Podciąganie – technika gry na instrumentach strunowych, polegająca na przesunięciu naciskanej struny w poprzek gryfu, co pozwala:
- płynnie zmieniać wysokość dźwięku,
- zmieniać wysokość dźwięku o mniej niż pół tonu.

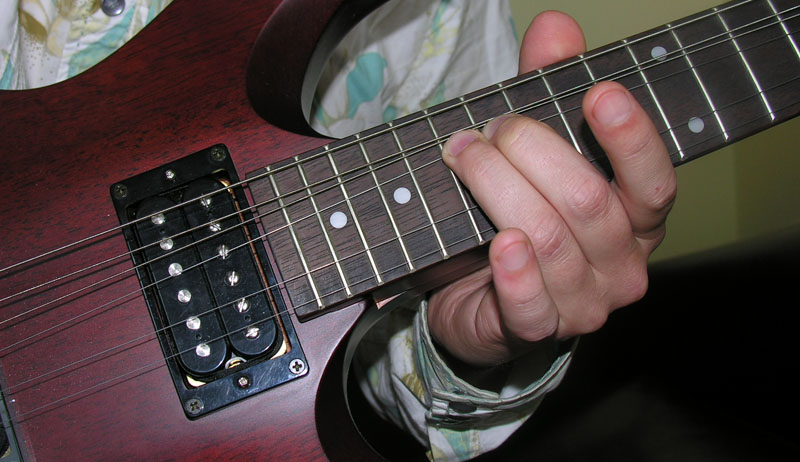
Podciąganie strun

Technika podciągania sprawdza się w grze na instrumentach posiadających gryf wyposażony w progi, np. gitarze. W instrumentach bezprogowych, takich jak skrzypce, kontrabas albo wiolonczela, technika podciągania nie ma specjalnego zastosowania, gdyż identyczny efekt pozwala osiągnąć glissando, tj. przesuwanie wybrzmiewającej struny wzdłuż, a nie w poprzek gryfu.
Podciąganie strun pozornie wydaje się łatwą techniką. Jednak podciąganie struny unisono z sekundą/septymą do wybrzmienia prymy/oktawy może nastręczać trudności, powodując fałsz. Podobnie podciąganie struny, czy bardziej: opuszczanie struny po podciągnięciu o więcej niż 3 półtony, często generuje tzw. fret noise.
Podciąganie strun w okolicach siodełka o więcej niż cały ton wymaga użycia pewnej siły, dlatego ułatwia je obniżenie stroju gitary. Podciąganie zwiększa napięcie struny, zmniejszając jej elastyczność. Obniżenie stroju z kolei elastyczność struny zwiększa.

## Podciąganie w muzyce współczesnej
Podciąganie strun jest, obok hammer-on i pull-off, podstawową techniką gry na gitarze elektrycznej. Doskonale słychać efekty podciągania m.in. w charakterystycznym riffie Are you gonna go my way Lennego Kravitza, solówce Another brick in the wall Pink Floyd, czy też Moonlight Shadow Mike’a Oldfielda. Solo słynnego Hotel California zespołu Eagles oparte jest na wielokrotnym, naprzemiennym podciąganiu i piórkowaniu strun.

## Rodzaje podciągania
W przypadku podciągania trudno mówić o konkretnych technikach. W praktyce zawsze sprowadza się ono do podciągnięcia lub opuszczenia struny. Różnice tkwią w momencie wybrzmienia dźwięku (przed podciągnięciem lub po) oraz dodatkowych ozdobnikach lub technikach, którymi można wzbogacić podciąganie. Są to: tapping i vibrato. Stąd też wynikają różnice zapisu podciągania w tabulaturze.
| Zapis | Opis |
| ----- | --- |
|       | Uderzamy strunę piórkiem. Następnie podciągamy o 1 ton. Nachylenie strzałki ukazuje szybkość podciągania. W pierwszym przypadku podciągamy szybko, w drugim – wolno. |
|       | Uderzamy strunę piórkiem. Następnie podciągamy o 1 ton i opuszczamy.                                                                                                 |
|       | Uderzamy strunę piórkiem. Podciągamy o 1 ton. Następnie opuszczamy o pół tonu. Bez uderzania piórkiem podciągamy do 1 i 1/2, a następnie opuszczamy o 1/2 tonu.      |
|       | Najpierw podciągamy strunę o 1 ton, a dopiero potem uderzamy piórkiem. Dźwięk wybrzmiewa podczas opuszczania struny.                                                 |
|       | Uderzamy strunę piórkiem, przytrzymujemy brzmiącą w tej pozycji i dopiero po pewnym czasie (wynikającym z zapisu nutowego) opuszczamy.                               |
|       | Uderzamy piórkiem struny G i H. Strunę G podciągamy o 1 ton, uzyskując prymę.                                                                                        |
|       | Uderzamy piórkiem struny G i H, a następnie obie podciągamy, zgodnie z podaną wysokością.                                                                            |
|       | Więcej na temat tej zagrywki pod hasłem tapping. |